# تپه بی باغلی کوچک
تپه بی باغلی کوچک مربوط به عصر آهن - دوره اشکانیان - سده‌های اولیه دوران‌های تاریخی پس از اسلام است و در شهرستان بیله‌سوار، بخش مرکزی، دهستان گوگ تپه، روستای بی باغلی واقع شده و این اثر در تاریخ ۱۲ شهریور ۱۳۸۶ با شمارهٔ ثبت ۱۹۴۴۱ به‌عنوان یکی از آثار ملی ایران به ثبت رسیده است.